# Джавахетское плато
Джавахетское плато — вулканическое плато в области Кавказских гор, которое покрывает грузинскую область Самцхе-Джавахети вдоль границы с Турцией и Арменией. Высота более 2000 м.
Плато — большое равнинное поле (альпийская степь) с большим количеством заболоченных мест и альпийских озёр (шесть самых больших озёр Грузии — Табацкури, Паравани, Ханчали, Мадатапа, Карцахи, Сагамо).
Включено в Рамсарский Список водно-болотных угодий международного значения.
С севера на юг равнина пересечена горной цепью Абул-Самсар, чредой вулканических конусов. Западная сторона плато окружена горной цепью Джавахети.
Пещерный грузинский монастырский комплекс Ванис Квабеби, построенный в VIII веке, находится в скале Джавахетского плато. Так же там в деревне кумурдо можно посетить Кафедральный собор Кумурдо. Он был построен в X веке став грузинской епископской кафедрой.